# Martin Roumagnac
Martin Roumagnac − francuski film kryminalny z 1946 roku.

## O filmie
Film wyreżyserował Georges Lacombe, a główne role zagrali w nim Jean Gabin i Marlena Dietrich, którzy prywatnie byli kochankami. Była to pierwsza powojenna produkcja Dietrich oraz jej pierwszy (i jedyny) film francuski. Aktorka zgodziła się wystąpić w filmie za namową Gabina, który był wówczas jej kochankiem. Obraz znany był w Stanach Zjednoczonych pod tytułem The Room Upstairs.
Martin Roumagnac zaprezentowano we Francji w grudniu 1946, natomiast premiera obrazu w innych krajach odbyła się na przestrzeni kolejnych trzech lat. Film nie odniósł sukcesu i odnotował niską oglądalność wszędzie, gdzie był emitowany.

## Obsada
- Jean Gabin jako Martin Roumagnac
- Marlene Dietrich jako Blanche Ferrand
- Marcel Herrand
- Daniel Gélin
- Margo Lion jako Jeanne Roumagnac
- Jean D'Yd jako wujek Blanche